# Назаревич, Евгений Евгеньевич
Евгений Евгеньевич Назаревич (белор. Яўгенiй Яўгеньевіч Назарэвіч; род. 14 августа 1981, Щучин, Гродненская область) — белорусский спортсмен-гиревик, многократный чемпион и призёр Беларуси, Европы и мира, Кубков и фестивалей по гиревому спорту (IKSF, IGSF, WKSF, IKMF, IUKL), 21-кратный рекордсмен «Мировых рекордов Гиннесса» в гиревом марафоне. Мастер спорта Республики Беларусь международного класса, заслуженный мастер спорта МОО «Международная федерация гиревых видов спорта» (Рег. Минюст Республики Беларусь).

## Биография
Отец — Евгений Анатольевич Назаревич (1946—2000.), военный прапорщик, участник войны в Афганистане, имел 36 боевых рейдов, награждён орденом Красной Звезды. Мать — Ванда Васильевна Назаревич (род. 1941), работала в районном отделе народного образования старшим бухгалтером, в настоящее время на пенсии.
Окончил среднюю школу № 2 Щучина (1987—1996). Затем поступил в Щучинское профессионально-техническое училище № 198 (1996—1999), где получил специальность «Мастер сельскохозяйственного производства». В 2000 году был призван на срочную службу в ВС РБ в г. Гродно (инженерные войска). После службы в армии поступил в Государственное образовательное учреждениеМосковский открытый государственный университет им. В. С. Черномырдина(2002-2006) по специальности «Менеджмент организации», факультет «Менеджмент экономической политики», специализация "Производственный менеджмент". В 2017 окончил курсы повышения квалификации в ЧОУ ВО «Институт управления» Архангельск по дополнительной профессиональной программе «Спортивный менеджмент».  Окончил обучение в частном образовательном учреждении высшего образования «Институт управления» г. Архангельск по специальности «Юриспруденция»(2014-2018). 
В 2020г. Начало обучения в ГУ "Белорусский государственный университет физической культуры" (г.Минск) факультет "Менеджмент спорта туризма и гостеприимства"
Гиревым спортом начал заниматься с 2007 после участия в профсоюзной отраслевой спартакиаде работников строительства и промышленности строительных материалов.
Первый тренер — гродненец Сергей Викторович Мацко. В дальнейшем тренировался под руководством минчанина Мацкевича Сергея Александровича и в 2012 г. на чемпионате Республики Беларусь в толчке гирь по длинному циклу впервые выполнил норматив мастера спорта РБ.
Неоднократно становился победителем и призёром спартакиад, первенств и чемпионатов Республики Беларусь, Европы и мира где выступал в различных дисциплинах от классического двоеборья, толчка по длинному циклу до гиревого марафона в рывке, толчке, жиме гири в течение одного часа, одной рукой попеременно.
7 мая 2014, тренируясь под руководством президента Международной федерации гиревого триатлона Анатолия Ежова, установил рекорд Гиннесса в рывке гири в течение одного часа, выполнив 1282 подъёма гири весом 24 кг 100 г. 9 мая, в честь Дня Победы был установлен ещё один рекорд Гиннесса — 1600 подъёмов за один час. 6 декабря установил третий рекорд Гиннесса в рывке, в течение одного часа, превысив предыдущий, выступал с гирей 28 кг. Эти рекорды были установлены в Архангельске.
В 2015 году в Гродно установил ещё два индивидуальных рекорда Гиннесса в жиме гири (24,4) 1335 за час и в рывке гири (24,4) 1400 подъёмов за один час. На 2019 год рекорд Гиннесса в рывке, в течение часа не был побит и составлял 34160 кг. Все рекорды официально занесены в реестр «Мировых рекордов Гиннесса» и попали в печатные, специализированные издания.
В 2016 году Назаревич принял участие в чемпионате мира по гиревому спорту в Турине, где завоевал серебряную медаль, выполнив 75 толчков по длинному циклу гирями 32 кг, серебряную медаль в двоеборье, золотую медаль в составе командной эстафеты и «золото» в серии Гран-при в толчке гири 48 кг по длинному циклу в течение 5 минут.
В 2016 году Назаревичу приказом Министерства спорта и туризма Республики Беларусь было присвоено спортивное звание «Мастер спорта международного класса Республики Беларусь».
В марте 2017 года, в Архангельске, был избран председателем Президиума МОО «Международная федерация гиревых видов спорта».(Минюст РБ)
В конце 2017 принял участие в Чемпионате мира по гиревому марафону, который проводился под эгидой международной федерации гиревого марафона (IKMF) в Ванцагелло (Италия), где завоевал золотую медаль выполнив 457 рывков гирей 32 кг за 30 минут.
21-24 июня 2018 года Назаревич выступил на чемпионате мира (WKSF) в составе сборной команды Республики Беларусь в Милане, где завоевал золотую медаль в упражнении «Толчок по длинному циклу» (81 подъём) с гирями 32 кг, золотую медаль в двоеборье с результатом 176 очков и «золото» в командной эстафете.
15 сентября 2018 года в Лас-Вегасе выступил на Открытом чемпионате Америки в рамках спортивного фестиваля "Мистер Олимпия" в толчке гирь по длинному циклу и показал результат 70 подъёмов за неполных 9 минут, чего хватило для победы.
21-24 мая 2019 года в составе команды Республики Беларусь выступил на чемпионате мира в Дублине, где завоевал золотую медаль в упражнении «толчок гирь по длинному циклу», серебряную медаль в двоеборье и «серебро» в командной эстафете.
3 июня 2019 года на праздновании 75-летия со дня освобождения Республики Беларусь от немецко-фашистских захватчиков и независимости Беларуси, на своей малой родине в городе Щучине, установил символический рекорд, подняв гирю весом 50 кг 75 раз.
18-20 октября 2019 года выступил на чемпионате Европы в Ужгороде, где стал обладателем двух «золотых» и одной серебряной медали.
15-17 ноября, 2019 года Евгений Назаревич при поддержке Управления спорта и туризма Гродненского облисполкома являлся организатором чемпионата мира по гиревому триатлону и Кубка мира гиревому спорту, первого инклюзивного турнира в сфере массового гиревого триатлона и гиревого спорта в г. Гродно, где также принял участие в командной эстафете, в которой сборная команда Республики Беларусь заняла первое место.
В первом инклюзивном турнире дебютировали спортсмены–паралимпийцы из общества «БелТИЗ» г.Гродно тренируемые Евгением Назаревичем.
21-24 ноября г. Лодзь в составе сборной Беларуси стал обладателем двух «золотых» медалей на чемпионате мира по гиревому марафону.
7 декабря 2019 года в Бобруйске при проведении республиканских соревнований РОО «Белорусская федерация гиревого спорта» завоевал четыре золотых медали (толчок, рывок, двоеборье, абсолютный зачёт).
Принимает участие в телевизионных программах, проводя мастер-классы в спортивных клубах и учебных заведениях, организовывая соревнования республиканского и международного уровня, осуществляет тренерскую деятельность на безвозмездной основе.
Тренером Назаревича является многократный рекордсмен «Мировых рекордов Гиннесса», заслуженный тренер МОО «МФГВС» Анатолий Ежов.
Евгений Назаревич является автором национального республиканского проекта "Гири без границ или спорт для всех" направленного на спортивно- патриотическое воспитание подрастающего поколения и взрослых граждан Республики Беларусь. Проект проводится под эгидой РГОО "Президентский спортивный клуб" и МОО "Международная федерация гиревых видов спорта".

## Достижения и звания
- 2010 — Кандидат в мастера спорта по гиревому спорту.
- 2012 — Мастер спорта Республики Беларусь.
- 2011 — 2019 — чемпион мира, Европы, Союзного государства (Россия- Беларусь) в сфере массового гиревого спорта и гиревого триатлона (МКМГС, МФГВС, МФГТ.)
- 2014 — 2015 — рекордсмен мировых рекордов Гиннесса.
- 2014 — мастер спорта «Международного элитного клуба рекордсменов Гиннесса».
- 2014 — бронзовый призёр чемпионата Европы (Португалия, г. Порту).
- 2014 — заслуженный мастер гиревого спорта (присвоено «Международной конфедерацией мастеров гиревого спорта»)
- 2016 — мастер спорта Республики Беларусь международного класса.
- 2016 — чемпион мира по гиревому спорту (Италия, г. Турин).
- 2017 — чемпион мира по гиревому марафону (Италия, г. Ванцагелло).
- 2018 — чемпион мира по гиревому спорту (Италия, г. Милан).
- 2018 — награждён Благодарностью за вклад в развитие физической культуры и спорта (Министерство спорта и туризма Республики Беларусь).
- 2018 — награждён Почётной грамотой Министерства архитектуры и строительства Республики Беларусь.
- 2019 — чемпион мира по гиревому спорту (Ирландия, г. Дублин).
- 2019 — награждён Благодарностью за успешное выступление на чемпионате мира в г. Дублине (Ирландия).
- 2019 — чемпион Европы (Украина, г. Ужгород).
- 2019 — чемпион мира по гиревому марафону (Польша, г. Лодзь).
- 2019 — судья международной категории (МФГВС)
- 2020 — за значительный вклад в развитие физической культуры, спорта и туризма награждён Грамотой Министерства спорта и туризма Республики Беларусь.
- 2020 — за высокие достижения на международных соревнованиях, активное участие в общественной жизни Щучинского района, значительный личный вклад в патриотическое воспитание молодёжи , занесён в Книгу славы Щучинского района.
- 2020 — занесён на Доску Почёта областной федерации профсоюзов Беларуси.
- 2020 — принят в действительные члены РГОО "Президентский спортивный клуб"
- 2020 — награждён Благодарственным письмом Президента Республики Беларусь, Александром Григорьевичем Лукашенко.

## Награды
- 2015 — орден «Золотой Гиревик». (МФГВС)
- 2015 — «Золотая гиря рекордсмена Гиннесса». (МФГВС)
- 2016 — медаль «За достижения в спорте». (МФГВС)
- 2016 — за выдающиеся заслуги в деле возрождения отечества награждён международным аттестационным советом, международным орденом «Крылатый Лев».
- 2017 — орден «Звезда Героя». (МФГВС)
- 2017 — международный орден «Рыцарь гиревого триатлона». (МФГВС)
- 2017 — орден «За веру и верность». (МФГВС)
- 2018 — орден «За честь и достоинство». (МФГВС)
- 2018 — медаль «За достижения в спорте». (МФГВС)
- 2019 — статуэтка «Золотой Атлант». (МФГВС)
- 2019 — орден «Золотой Атлант» III степени. (МФГВС)
- 2020 - орден "Золотой Атлант"

II степени. (МФГВС)
- 2021 - орден "Золотой Атлант"

I степени. (МФГВС)
- 2021 - орден "Звезда Героя труда" (МФГВС).